# Andantino (Schmitt)
Pour les articles homonymes, voir Andantino (homonymie).
L'Andantino op. 30 no 1 est une œuvre de Florent Schmitt composée en 1906 qui a été déclinée en au moins six versions différentes : voix (version initiale appelée vocalise-étude), clarinette (1927), basson opus 30bis (arrangé par Fernand Oubradous), cor (arrangé par Édouard Vuillermoz), hautbois, trompette... Cette pièce est une composition polyvalente du compositeur : conçue à l'origine comme une vocalise pour soprano et piano, la pièce a atteint sa renommée principalement comme une œuvre pour clarinette plutôt que pour la voix.
Cette pièce est une contribution de Florent Schmitt au projet de Amédée-Landely Hettich débuté en 1906 et publiée dans son premier volume de vocalises-études. Ce projet s'est étalé sur une période de près de 30 ans et a rassemblé plus de 150 œuvres de compositeurs.

## Analyse
Andantino est une courte pièce vocale qui met en évidence la force et la qualité de Florent Schmitt pour l'écriture intime.

« L'Andantino est l'un des meilleurs exemples de composition vocale qu'il m'ait été donné d'entendre. En l'espace d'un peu plus de trois minutes, Schmitt a produit un joyau parfait, avec une ligne vocale d'une fluidité magnifique, comprenant juste le bon mélange de couleur et de chaleur. Il n'est pas étonnant que Schmitt ait vu le potentiel de cette chanson comme une création musicale mettant en vedette divers instruments solos à la place de la voix. »

— Phillip Nones
La transcription pour clarinette et piano a été réalisée par l'auteur et publiée en 1927 aux éditions Alphonse Leduc.
A l'opposé de l'écriture réussie de la musique de chambre de Florent Schmitt, Erik Satie disait de ses œuvres orchestrales à ses élèves de « se tuer plutôt que d'orchestrer aussi mal que Florent Schmitt ».

## Autres versions pour instrument soliste
- Andantino pour trompette en ut et piano , Op. 30bis (1927), (BNF 43260504)
- Andantino pour hautbois et piano , Op. 30 no 1 (1927), transcription de la Vocalise-étude, (BNF 43260503)
- Andantino pour clarinette et piano , Op. 30 no 1, transcription pour cor en fa et piano par Edouard Vuillermoz (1927), (BNF 43260502)
- Andantino [pour trompette et piano, d'après la Vocalise-étude], Op. 30 bis, transcription pour basson avec accompagnement de piano par Fernand Oubradous (1946), (BNF 43260505)

## Discographie
- Recital / Weber, Schmitt, Debussy... [et al.], compilation ; avec Gervase de Peyer (clarinette) et Cyril Preedy (piano), (Éditions de l'Oiseau-Lyre, 1961). Enregistrements sonores (lire en ligne sur Gallica)

- Sonates françaises pour clarinette et piano avec Claude Faucomprez (clarinette) et Alain Raës (piano), (Harmonia Mundi, Black label, LP HM B 5121, 1982)